# Ulla Trenter
Ulla Elisabet Trenter Palm, född Anderson den 18 december 1936 i Stockholm, död den 23 december 2019 i Mariefred, var en svensk författare och översättare.

## Biografi
Ulla Trenter avlade studentexamen 1956 och bedrev akademiska studier 1958. Hon arbetade sedan tillsammans med Stieg Trenter från 1959 till hans död 1967.
Sin egen författarbana inledde hon genom att fullfölja Stieg Trenters knappt påbörjade bok Rosenkavaljeren och hon skrev därefter ett stort antal kriminalromaner. Hon hade akademisk översättarutbildning i italienska. Under 1980-talet var hon några år studieorganisatör inom Studieförbundet Vuxenskolan innan hon 1987 började arbeta med folkbokföring.
Ulla Trenter var politiskt engagerad inom Centerpartiet med kyrkopolitiska uppdrag i Mariefreds församling och kommunpolitiska uppdrag i kulturnämnden och kommunstyrelsen i Strängnäs kommun.

### Familj
Ulla Trenter var dotter till kontoristen Lennart Anderson och föreståndaren Elisabet, ogift Kindgren. Hon gifte sig första gången 1960 med författaren Stieg Trenter, med vilken hon fick tre barn, däribland författaren Laura Trenter. Efter förste makens död gifte hon om sig 1969 med kanslichefen Johan Palm (1930–1999).